# Conus fuscolineatus
Conus fuscolineatus é uma espécie de gastrópode do gênero Conus, pertencente à família Conidae.

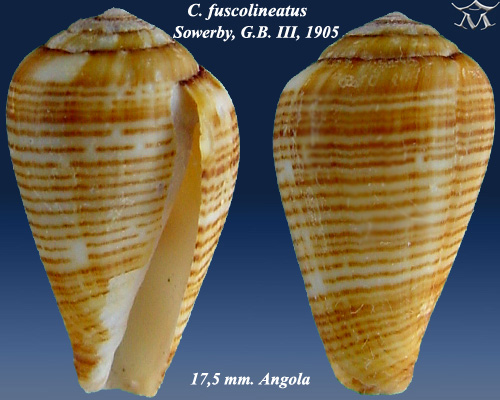
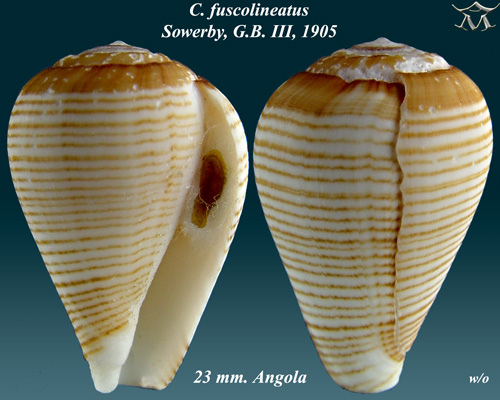
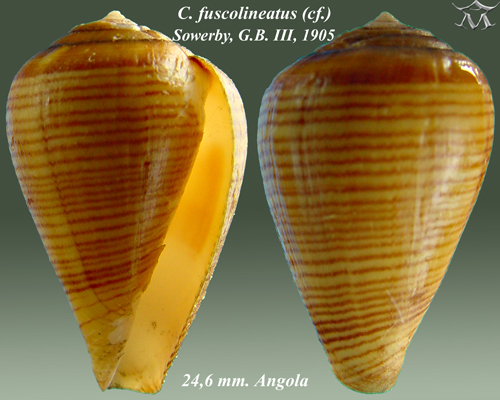